# Dasysyrphus intermedius
Dasysyrphus intermedius är en tvåvingeart som först beskrevs av Becker 1921.  Dasysyrphus intermedius ingår i släktet skogsblomflugor, och familjen blomflugor. Inga underarter finns listade i Catalogue of Life.